# Ammotrechula boneti
Ammotrechula boneti är en spindeldjursart som beskrevs av Cândido Firmino de Mello-Leitão 1942. 
Ammotrechula boneti ingår i släktet Ammotrechula och familjen Ammotrechidae. Inga underarter finns listade i Catalogue of Life.